# Refleksivna relacija
Refleksivna relacija je ona binarna relacija za koju vrijedi, uz zadani skup S te binarnu relaciju R na skup S, tj.
R ⊆ S × S .
Često se običava umjesto {\displaystyle (x,y)\in R} piše 
{\displaystyle xRy}
Relacija je refleksivna ako je 
{\displaystyle x{\mathcal {R}}x,\forall x\in A} (svaki element je u relaciji sam sa sobom);

## Primjeri
- Dijagonala skupa (dijagonalna relacija ili relacija jednakosti) {\displaystyle S} je skup {\displaystyle I_{S}=\{(x,x)|x\in S\}} i to je jedna refleksivna relacija.